# Gobernación de Medenine
La Gobernación de Medenine (en árabe:ولاية مدنين) es una de las veinticuatro gobernaciones de Túnez. Está situada en el sudeste de Túnez, cubriendo un área de 8.588 km². Tiene una población de 479.520 habitantes, según el censo de 2014. La capital es la ciudad de Medenine.

## Delegaciones con población en abril de 2014
- Ben Gardane 79,912
- Beni Khedache 25,885
- Djerba Ajim 24,294
- Djerba Houmet Souk 75,904
- Djerba Midoun 63,528
- Médenine Nord 54,769
- Médenine Sud 54,640
- Sidi Makhlouf 25,206
- Zarzis 75,382

- Datos: Q327087
- Multimedia: Medenine Governorate / Q327087